# Die Arbeit (1885–1886)
Die Arbeit war eine österreichische Zeitschrift, die erstmals 1885 und das letzte Mal 1886 erschienen ist. Die Arbeit erschien zweimal monatlich und trug den Nebentitel Sozialdemokratisches Organ der Arbeiter Österreichs. Erscheinungsorte waren zunächst Marburg und ab dem 8. Dezember 1885 Graz.
Die Arbeit wurde von dem Schneider Johann Rismann gegründet, der bereits zuvor die Schneider-Fachzeitung verlegt hatte. Die Gründung war der Versuch, nach dem Versammlungs- und der Presseverbot der sogenannten Radikalen in Wien, außerhalb eine neue radikale Zeitschrift zu gründen. Laut Rudolf Rocker fand das Blatt unter den Arbeitern großen Anklang und wurde in Leinwandballen nach Wien geschmuggelt, wo literarische Klubs für seine geheime Verbreitung sorgten. Bereits 1886 musste die Zeitschrift aufgrund eines neuen Gesetzes gegen die Sozialdemokratie eingestellt werden. Ein erneuter Versuch zur Herausgabe einer radikalen Zeitung scheiterte am Widerstand der Behörden.